# Norm Van Lier
Norman Allen Van Lier III (né le 1er avril 1947, à East Liverpool, Ohio et mort le 26 février 2009 à Chicago, Illinois) était un joueur américain de basket-ball qui passa la majorité de sa carrière aux Bulls de Chicago.

## Biographie
Né à Pittsburgh Tri-State, Ohio, il a grandi dans la banlieue de Pittsburgh à Midland, Pennsylvanie. Il eut comme coéquipier au lycée la future star NBA Simmie Hill. 
Midand est plus connu pour ses joueurs de football américain tel Joe Namath que pour ses joueurs de basket-ball, Van Lier  était réputé pour avoir un jeu très physique.
Van Lier était sous-estimé en raison de sa taille modeste (1,85 m) et parce que la défense est toujours dévaluée par rapport au jeu offensif chez les fans. Van Lier ne fut pas recruté par une équipe majeure, mais par l'université Saint Francis de Pennsylvanie, où il devint une star.
De la même façon, en 1969, Van Lier ne fut sélectionné qu'au 3e tour de la draft 1969. Les Chicago Bulls le recrutèrent, mais il fut transféré immédiatement aux Cincinnati Royals, où il devint meilleur passeur de la NBA en 1971.
Les Bulls firent revenir Van Lier lors de la saison 1971-1972. Il demeura aux Bulls jusqu'en 1978, participant à trois NBA All-Star Game (1974, 1976, 1977).
Surnommé "Stormin' Norman" pour sa ténacité et son agressivité, Van Lier fut l'un des meilleurs joueurs des Bulls des années 1970. Lors de ses dix années de carrière, Van Lier fut nommé à trois reprises dans la NBA All-Defense First Team et à cinq reprises dans la NBA All-Defense Second Team. Il fut également nommé dans la All-NBA Second Team en 1974. Van Lier se retira en janvier 1979 avec des totaux de 8770 points et 5217 passes décisives.
À l'issue de sa carrière, Norm devint un populaire commentateur de Chicago et obtint un rôle dans le film de 2002 Barbershop. En 1989, il fut entraîneur assistant des Worcester Counts en World Basketball League.
Van Lier est un grand fan des Rolling Stones et du groupe Chicago. Dans le passé, il fut disc jockey dans une station de radio de Chicago de rock "WLUP".

## Pour approfondir
- Liste des meilleurs passeurs en NBA par saison.